# Draper (Alberta)
Draper es una comunidad no incorporada al norte de Alberta, Canadá, dentro del Municipio Regional (R.M.) De Wood Buffalo. Está localizada aproximadamente a 12 km (7.5 mi) al sureste de Fort McMurray en la ribera sur del Clearwater River. La comunidad está formada principalmente por áreas cultivadas.

## Historia
Draper fue fundada en 1922 y bautizada en memoria de Thomas Draper, que había iniciado una cantera en el área, creando la empresa  McMurray Asphaltum and Oil Company.

## Demografía
La población de Draper en 2012 era de 197 habitantes según un censo municipal llevado a término por el R.M de Wood Buffalo.